# Dolok Sordang Julu
Dolok Sordang Julu is een bestuurslaag in het regentschap Tapanuli Selatan van de provincie Noord-Sumatra, Indonesië. Dolok Sordang Julu telt 655 inwoners (volkstelling 2010).